# 阿马扎斯普·巴巴贾尼扬
阿马扎斯普·哈恰图罗维奇·巴巴贾尼扬（1906年2月18日—1977年11月1日），亚美尼亚人，苏联共产党（布尔什维克）党员（1928年入党），苏联装甲兵主帅。蘇德戰爭時期，历任步兵团长、机械化旅旅长、坦克军军长。战后历任敖德萨军区司令、马利诺夫斯基装甲兵学院院长、苏军坦克兵主任。

## 早期经历
出生于阿塞拜疆沙姆基尔区的亚美尼亚人聚居的恰尔达赫雷村。由于比邻阿塞拜疆人的阿依普卢村与俄罗斯人的斯拉夫扬卡村，巴巴贾尼扬自幼能说流利阿塞拜疆语，但不太会说俄语。苏联元帅巴格拉米扬也是恰尔达赫雷村人。不过巴格拉米扬在1910年就离开家乡去读书，随后又在外当铁路工人，与巴巴贾尼扬没有接触。恰尔达赫雷村在苏德战争时有1250人参军，其中半数人获得各种勋章奖章，12人成为将军，7人荣获苏联英雄称号。在亚美尼亚与阿塞拜疆的民族冲突中，该村所有的亚美尼亚人于1988年11月被阿塞拜疆政府驱逐出境。
巴巴贾尼扬出身于一个极端贫困的农民家庭，共有兄弟姐妹8人。仅读了5年农村小学。1923年，苏联元帅巴格拉米扬的七个弟弟之一的阿列克塞·巴格拉米扬成为恰尔达赫雷村团支部书记，组织起时为团员的巴巴贾尼扬办识字夜校、村俱乐部。1924年新年后，巴格拉米扬升为区团委书记，巴巴贾尼扬继任村团支部书记。此后巴巴贾尼扬在不同的上学、就职的单位多次任团委书记等政治职务。1925年夏天，时任区团委书记的阿列克塞·巴格拉米扬通过亚美尼亚共青团中央推荐巴巴贾尼扬到设在埃里温的亚美尼亚步兵学校就读，一年后该军校与阿塞拜疆步兵学校、格鲁吉亚步兵学校合并改为设在第比利斯的外高加索联合步兵学校，并担任学校团委书记。1927年冬天在军校入党。1929年9月从步兵学校毕业后，在驻阿塞拜疆的外高加索步兵第4团任排长。参加了剿灭当地富农反集体化的叛乱。
1932年2月至1933年4月，在独立步兵第27营任党的书记。1933年4月至1938年10月，先后机枪连连长、营长、机枪第3团副参谋长、巴库要地防空司令部科长。1938年10月调列宁格勒军区机枪第2团副团长。参见了1939-1940年的苏芬战争，并在战争中负伤。
1940年秋，以少校身份调任北高加索军区的步兵团任团长。因为与上级师长不睦，后调任北高加索军区司令部作战处副处长。

## 战时
1941年6月22日苏德战争爆发时，巴巴贾尼扬任苏联红军第19集团军作战处副处长，随部队从北高加索开拔到基辅。不久，第19集团军紧急用铁路输送到斯摩棱斯克-维捷布斯克地域，填补在白俄罗斯的苏军被歼灭后的巨大战役缺口。巴巴贾尼扬于7月12日在明斯克公路通向维捷布斯克的岔路口首次参加战斗，消灭了遭遇的德军摩托车前哨。
1941年8月中旬，在斯摩棱斯克战役结束后，主动要求下部队，被任命为步兵第127师395团团长。9月上旬率第395团参加了叶利尼亚突出部战役。9月18日所在的步兵第127师因在斯摩棱斯克战役的英勇表现改编为近卫步兵第2师，调入布良斯克方面军叶尔马科夫集群。莫斯科会战最初几天，该团在格卢霍夫以东的克列文河(现在是俄乌界河)坚守登陆场，牵制德军装甲第2集群的右翼，团政委在战斗中牺牲。10月3日以后一直向东撤退到库尔斯克州季姆。12月调到罗斯托夫战场，隶属于第56集团军，参加了罗斯托夫进攻战役，以及1942年4月的塔甘罗格进攻战役。1942年4月20日调总参军事学院学习，但学校后迁造成的混乱所以未入学，由总干部部分配到驻加里宁的机械化第3军，出任机械化第3旅旅长。由于巴巴贾尼扬对坦克机械化部队的战术、技术了解很少，在部队组建的几个月里大量学习掌握了这方面的知识。1942年11月1日，机械化第3军编入加里宁方面军第22集团军，12月参加了“火星”进攻战役。1943年1月3日，机械化第3军编入新组建的坦克第1集团军，2月中旬在西北方面军编成内参加了德米扬斯克进攻战役，但由于春季解冻提前来临，坦克难以调动，未取得战果。3月初，由于德军在哈尔科夫的反攻，坦克第1集团军铁路输送到库尔斯克、奥博扬。
库尔斯克会战开始后的当天下午，坦克第1集团军前出在奥博扬方向占领近卫第6集团军第二防御地区。机械化第3旅在防御第一梯队，跨库尔斯克-别尔哥罗德公路的雅科夫列沃附近。7月6日全天坚守住阵地，打退了党卫队近衛装甲师、陸军“大日尔曼”第3摩步师的进攻。但左邻近卫坦克第5军的防御被黨衛隊装甲师与“帝国”装甲师突破，7月7日在波克罗夫卡方向突入苏军防线6公里。7月8日，德军利用有利态势对苏军坦克第1集团军的左侧后突击。7月9日，巴巴贾尼扬被炮弹爆炸重伤了左腿。8月中旬，在哈尔科夫会战反攻阶段在博格杜霍夫与阿赫特尔卡地带抗击德军反突击。此战后，坦克第一集团军已经耗尽了战斗车辆，在苏梅转入休整。
1943年10月23日，由于在库尔斯克会战中的英勇表现，机械化第3军改编为近卫机械化第8军。巴巴贾尼扬指挥的机械化第3旅改编为近卫机械化第20旅。1943年12月10日，坦克第一集团军部队铁路输送到基辅。参加了12月24日开始的日托米尔-别尔季切夫战役。1944年3月21日，参加了普罗斯库罗夫-切尔诺维策战役。由于敌军薄弱，这场坦克进攻战役成了一次奔袭。在扎列希基德涅斯特河，河对岸是高耸的陡崖，上面有德军的坚固设防，近卫机械化第20旅使用渔船强渡占领了登陆场。为表彰这一英勇战斗，该旅获得“扎列希基”称号，并有4人荣获“苏联英雄”称号。但随后坦克第一集团军在德涅斯特河右岸陷入孤军苦战，直到4月20日第38集团军、第18集团军赶来增援。
1944年7-8月，近卫坦克第一集团军参加利沃夫-桑多梅日战役。巴巴贾尼扬由于腿伤复发住院，到7月底才返回部队赶上了在桑多梅日登陆场持续整个八月份的争夺战。8月19日，受炮击喉部气管炸伤不能说话，用写字方式指挥友邻几个坦克旅、机械化旅战斗。由于此战的英勇坚定地作战指挥，8月25日被提拔为近卫坦克第1集团军的近卫坦克第11军军长。该坦克军是1942年10月坦克第1集团军组建时就在简直内的坦克第6军，由于在库尔斯克会战中的出色战绩而于1943年10月23日改编为近卫坦克军。巴巴贾尼扬指挥该坦克军一直到攻克柏林，随后参加了维斯瓦河-奥德河战役、东波美拉尼亚战役、柏林战役。

## 戰後
历任集团军参谋长(1949-1950)，集团军司令、喀尔巴阡军区第一副司令(1950-1959)，期间指挥机械化第8军参与镇压匈牙利1956年革命，敖德萨军区司令(1959-1967)，马利诺夫斯基装甲兵学院院长(1967-1969)，苏军装甲坦克兵主任(1969-1977.1)。1975年晋升装甲坦克兵主帅。苏联第六、七界最高苏维埃代表。

## 傳記
其个人回忆录《胜利之路》有中译本。